# Kalhora
La dinastia Kalhora (o dels kalhores) fou una nissaga que va governar al Sind (Pakistan) del 1701 al 1783.
Els kalhores deien ser descendentes de Muhammat de Kambhata (1204) i encara més lluny, d'Abbas, oncle de Mahoma. El 1558 un membre de la família, Adam Shah, s'havia fet famós per la seva santedat i havia fundat una secta mendicant a Chanduka que fou exterminada pel governador de Multan; els descendents van viure una vida incomoda i de lluites contra els oficials mogols fins que el 1658 Nasir Muhammad Kalhora va triomfar sobre les tropes imperials i va començar a organitzar un govern regular, de moment local. Amb el temps van poder assolir el poder a tot Sind.
El primer governant kalhora de tot el Sind fou Yar Muhammad. Mirza Bakhtawar Khan, fill de Mirza Panni, governava a Siwi i un notable territori a l'oest de l'Indus prop de Shikarpur; Yar Muhammad es va associar a Raja Likki i Iltas Khan Brahui, i a la tribu balutxi dels talpurs, i va començar atacs contra la regió del llac Manchhar ocupant Shikarpur 1701 i van ser reconeguts per Aurangzeb que li va concedir els territoris entre l'Indus i Nara. Es va apoderar de Samtani, expulsant a la tribu dels panhwars dirigida per Kaisar Khan i llavors va enviar al seu germà Mir Muhammad en direcció oposada per ampliar les conquestes; els objectius foren aconseguits amb eficiència i rapidesa. Iltas Khan Brahui va sortir de l'aliança perquè segons va dir a Yar, aquest no el necessitava, ja que el cel estava del seu costat. Poc després Yar va conquerir Kandiaro i Larkhana i altres places menors. Larkhana estava governada per Mahk Ala Bakhsh, germà de Bakhtawar. El mirza, després de les derrotes va cridar en ajut al shahzada de Multan, Muiz al-Din (després Jahandar Shah emperador del 1712 al 1713), que va anar al Sind immediatament; però Bakhtawar que no volia a les tropes imperials al Sind, va demanar al príncep aturar la marxa; com que el shahzada s'hi va negar, s'hi va enfrontar militarment, morint en combat. Muiz al-Din va entrar a Bukkur. Però el shahzada progressivament es va acostar als punts de vista de Yar Muhammad i encara que primer va nomenar un governador de Siwi finalment la va entregar a un wakil de Yar Muhammad, el qual va rebre el títol imperial de Khuda Yar Khan. Va morir el 1719 i el seu fil Nur Muhammad el va succeir; va arrabassar el territori de Shikarpur als daudputres i va ocupar Sehwan i les seves dependències i va dominar des de la frontera de Multan fins a Thatta i del desert de Thar a les muntanyes del Balutxistan. No va fer cap reconeixement de la sobirania imperial. No obstant el fort de Bukkur no el va poder ocupar fins al 1736.
El febrer de 1739 Nadir Shah, quan tornava de Delhi, va derrotar a Nur Muhammad i va fer capitular a Shirkharpur i Sibi; el sobirà kalhora va haver de cedir tot el Sind a l'oest de l'Indus (incloent Shikharpur i Thatta) i pagar un fort tribut (1740). Nur Muhammad no hi estava evidentment d'acord i va oferir una certa resistència; probablement el 1741 va convèncer a Sadik Ali, governador de Thatta, d'entregar-li la província a canvi de tres lakhs, sense però deixar de pagar el tribut a Nadir que no obstant es va alarmar per aquesta activitat del seu vassall i va enviar una expedició des de Kabul (vers 1743); quan Nadir es va acostar Nur Muhammad va fugir a Umarkot però finalment es va rendir i va entregar la província recuperada; Shikharpur i Sibi foren entregades als daudputres i un tribut de 20 lakhs fou imposat al rei kalhora.
El 1747 va morir Nadir i el 1748 els drets de sobirania i sobre el tribut van passar a Ahmad Shah Durrani; com que el tribut anava amb retard Ahmad Shah va anar al Sind amb un exèrcit (1752) i Nur Muhammad va fugir a Jaisalmer on va morir; el país fou ocupat i annexionat per Ahmad Shah. Finalment el fill de Nur Muhammad, Muhammad Murad Yar Khan, va ser restablert pel sobirà afganès el 1755. El 1756 va fundar Muradabad. El 1757, cansats del seu govern tirànic, els seus subjectes el van enderrocar i van posar al tron al seu germà Ghulam Shah. El 1758 la Companyia Britànica de les Índies Orientals van establir una factoria a Thatta. Ghulam Shah el 1762 va envair Cutch i el 1763 va conquerir els ports de Basta i Taklipat a l'Indus; El 1768 va fundar la ciutat d'Hyderabad al lloc de l'antiga Nerankot. El 1772 el va succeir el seu fill Sarfaraz Khan, que es va opposar a la factoria britànica que finalment fou tancada el 1775. Poc després els caps militars balutxis van deposar el sobirà (1776) i van seguir dos anys d'anarquia amb diversos pretendents fins que el 1777 Ghulam Nabi Khan va aconseguir el poder.
Contra Ghulam Nabi Khan es va revoltar el cap talpur Mir Bijar (1778) que tenia el suport militar, i que va matar el príncep kalhora en la batalla; el germà d'aquest príncep, Abd al-Nabi Khan, va pujar al tron i va arribar a un acord amb Mir Bijar que va esdevenir ministre. El 1781 un exèrcit afganès va envair Sind inferior (dominaven encara el Sind superior) que no pagava el tribut corresponent des de feia temps i Mir Bijar els va derrotar prop de Shikarpur el que de fet va convertir el Sind en plenament independent. Però Abd al-Nabi Khan va fer assassinar al seu victoriós general i ministre (1781). Abd Allah Khan Talpur, fill de l'assassinat, es va revoltar i va agafar el poder posant al tron a Sadiq Ali, mentre Abd al-Nabi fugia a Kalat des d'on va intentar recuperar el tron; finalment va aconseguir el seu propòsit amb ajut d'un exèrcit afganès i Abd Allah el va haver de reconèixer com a sobirà; però poc després el va fer matar com havia passat amb el seu pare; llavors un parent de nom Mir Fateh Ali, amb el suport de l'exèrcit, es va revoltar i va enderrocar a Abd al-Nabi; un intent per recuperar el tron no va tenir èxit i Mir Fateh Ali el va derrotar i el va obligar a fugir a Jodhpur (on els seus descendents foren notables durant el domini britànic). Mir Fateh Khan es va proclamar sobirà o rais del Sind obtenint el reconeixement de Shah Zaman de l'Afganistan amb un firman.

## Llista de sobirans
- Yar Mohammed Khan 1701-1719
- Nur Mohammed 1719-1752 (+1754)
- A l'Afghanistan 1752-1755
- Mohammed Murad Yar Khan 1755-1757
- Gulam Shah 1757-1772
- Sarfaraz 1772-1776
- Mahmud (10 mesos) 1776-1777
- Ghulam Nabi 1777-1778
- Abd al-Nabi 1778- 1781
- Sadiq Ali 1781-1782
- Abd al-Nabi (segona vegada) 1782-1783